# Kiszombor
Kiszombor is een plaats (község) en gemeente in het Hongaarse comitaat Csongrád. Kiszombor telt 4116 inwoners (2007).